# Real time control protocol
Real time control protocol eller kort RTCP er en IP-baseret protokol, der er designet til styring af RTP internetradio og digital video.